# Paradistichocera kirbyi
Paradistichocera kirbyi is een keversoort uit de familie boktorren (Cerambycidae). De wetenschappelijke naam van de soort is voor het eerst geldig gepubliceerd in 1851 door Newman.